# À plein gaz (manga)
À plein gaz (ふたり鷹, Futari Daka, lit. "Les deux faucons") est un manga shōnen de course de moto écrit et dessiné par Kaoru Shintani (en). Il est prépublié dans le Weekly Shōnen Sunday entre 1981 et 1985. Il reçoit en 1984 le Prix Shōgakukan dans la catégorie shōnen.
Une adaptation en anime de 32 épisodes est diffusée par Fuji TV entre le 20 septembre 1984 et le 21 juin 1985. La série est diffusée en France à partir du 11 mars 1990 sur les chaînes La 5, TF1 et Mangas. 
C'est l'une des dernières séries à être animée par le studio Kokusai Eiga-sha (en).

## Synopsis
Après avoir dîné au restaurant, Teddy Santarini et sa mère Isabelle tombent dans une embuscade organisée par un groupe de motards croisé au préalable. Un jeune homme à moto s'interpose et permet de mettre un terme à l'agression. Le lendemain, Teddy part s’entraîner sur un circuit et y rencontre à nouveau le jeune homme : il s'agit de Teddy Tojo, un pilote faisant partie de l'équipe des Rayons Bleus. Lors d'une course de moto improvisé entre les deux pilotes, Teddy Santarini essayant de rattraper son adversaire, dérape au cours d'un virage et perd le duel. Teddy Santarini souhaite alors prendre sa revanche sur Teddy Tojo et décide alors d'obtenir sa licence pour faire de la compétition : c'est ce qui marque le début de leur rivalité.

## Personnages

### Personnages principaux
Teddy Santarini - Sawatari Taka (沢渡鷹, Taka Sawatari)
Voix japonaise : Tohru Furuya, voix française : Vincent Ropion
Teddy Tojo - Tōjō Taka (東条鷹, Taka Tōjō)
Voix japonaise : Kaneto Shiozawa, voix française : Thierry Redler
Kogure Asako (あさこ こぐれ, Asako Kogure)
Voix japonaise : Hiromi Tsuru

### Guest-star
Pops Yoshimura (en) et David Aldana (en) sont deux célébrités qui apparaissent tout au long de la série.

## Anime
La chanson de l'opening de la série est intitulée Hātobureiku Crossin (ハートブレイクCrossin') tandis que la chanson de l'ending est intitulée Sayonara o Iwa Nai De Kure (サヨナラを言わないでくれ), toutes deux étant interprété par Takanori Jinnai (en). La musique de la série est elle composée par Joe Hisaishi.